# Am Plätzle 2

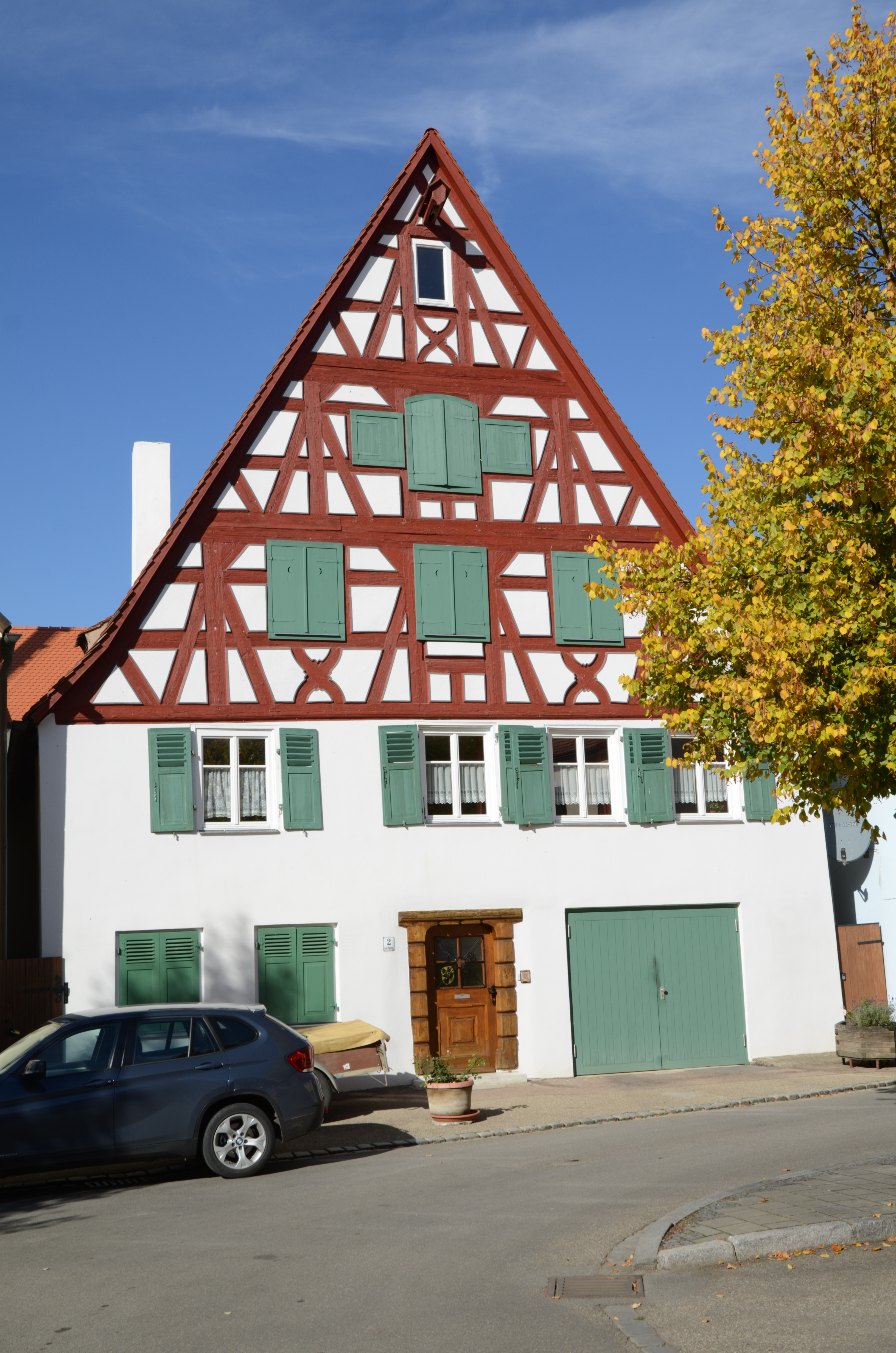
Fachwerkhaus Am Plätzle 2 in Nördlingen

Das Gebäude Am Plätzle 2 in Nördlingen, einer Stadt im schwäbischen Landkreis Donau-Ries in Bayern, wurde 1707 an der Stelle eines Vorgängerbaus errichtet. Das Fachwerkhaus ist ein geschütztes Baudenkmal.
Das ehemalige Handwerkerhaus ist ein zweigeschossiger, giebelständiger Satteldachbau, der teilweise verputzt ist. In der Giebelspitze ist der Kranbalken und die Ladeluke zu sehen. Mannfiguren und Andreaskreuze schmücken das Fachwerk.
Das Türgerüst aus Holz ist mit der Jahreszahl 1707 bezeichnet.